# In camera mia
Pour plus de détails, voir Fiche technique et Distribution.
In camera mia est un film italien réalisé par Luciano Martino, sorti en 1992.

## Fiche technique
- Titre : In camera mia
- Réalisation : Luciano Martino
- Scénario : Luciano Martino
- Photographie : Sebastiano Celeste (it)
- Musique : Luigi Ceccarelli
- Pays d'origine : Italie
- Format : Couleurs
- Genre : comédie
- Durée : 90 minutes
- Date de sortie : 1992

## Distribution
- Gianfranco Manfredi : Massimo Lucantoni
- Nastassja Kinski : Nastienka
- Pino Ammendola : Tazzulani
- Martine Brochard : Elvire Bonnet
- Antonio Cantafora : Mannari
- Renato Cestiè : Chiaraluce
- Ricky Tognazzi : le notaire
- Simona Izzo : la femme de Massimo
- Vittoria Belvedere : Isabella
- Kim Rossi Stuart : prince Fiodor
- Carlo Croccolo
- Mario Scaccia
- Duccio Tessari
- Milena Vukotic